# Oleksandr Lasarowytsch
Oleksandr Petrowytsch Lasarowytsch (ukrainisch Олександр Петрович Лазарович; * 30. August 1984 in Worochta) ist ein ehemaliger ukrainischer Skispringer und Skisprungtrainer.

## Werdegang
Lasarowytsch sprang seit 2003 im Nationalkader für die Ukraine. Sein erstes internationales Springen hatte er bei einem FIS-Rennen am 17. Januar 2003 in Tarvisio. Am 15. Februar 2003 begann er mit dem Springen im Continental Cup. Bei der Nordischen Skiweltmeisterschaft 2003 in Val di Fiemme stand er im Teamaufgebot für die Ukraine, konnte jedoch mit dem Team nur den 13. und damit letzten Platz belegen. Am 1. Dezember 2007 sprang Lasarowytsch sein erstes Weltcup-Springen in Kuusamo, Finnland. Er konnte jedoch den Finaldurchgang nicht erreichen und beendete das Springen nur auf dem 50. und damit letzten Platz. Es folgten weitere Springen, bei denen er jedoch bei keinem in den 2. Durchgang kam. Deshalb sprang Lazarovych auch weiterhin parallel im Continental-Cup. Bei der Nordischen Skiweltmeisterschaft 2007 in Sapporo war er erneut Mitglied des ukrainischen Skisprungteams. Jedoch konnte das Team wie bei der WM 2003 nur den 13. und letzten Platz erreichen.  Bei der Skiflug-Weltmeisterschaft 2008 in Oberstdorf konnte er mit einem Sprung auf 165,0 m den 38. Platz erreichen. Bei der Nordischen Ski-WM 2009 erreichte er beim Springen auf der Normalschanze den 38. Platz und auf der Großschanze den 49. Platz. Am Teamwettbewerb nahm er nicht teil, da die Ukraine keine Mannschaft aufstellte.
Am 8. Februar 2009 konnte er mit dem 28. Platz beim Auftaktspringen zur FIS-Team-Tour 2009 in Willingen die ersten Weltcup-Punkte für einen ukrainischen Skispringer seit 13 Jahren sammeln, nachdem zuletzt Wolodymyr Hlywka im Februar 1996 einen Weltcuppunkt errang.
Bei den Olympischen Winterspielen 2010 in Vancouver schied Lasarowytsch von der Normalschanze als 48. der Qualifikation aus. Bei der Qualifikation von der Großschanze konnte er sich als 43. ebenfalls nicht für das Finale qualifizieren.
Nach der Saison 2010/2011 beendete er seine Karriere. Lasarowytsch wird an einer Sportschule in Worochta Trainer.
Oleksandr Lasarowytsch ist Student und studiert an der Universität Iwano-Frankiwsk.

## Erfolge

### Weltcup-Platzierungen
| Saison  | Platz | Punkte |
| ------- | ----- | ------ |
| 2008/09 | 82.   | 003    |

### Continental-Cup-Platzierungen
| Saison  | Platz | Punkte |
| ------- | ----- | ------ |
| 2006/07 | 123.  | 005    |